# IC 3627
IC 3627 је спирална галаксија у сазвјежђу Береникина коса која се налази на листи објеката дубоког неба у Индекс каталогу.
Деклинација објекта је + 27° 29' 52" а ректасцензија 12h 39m 31,9s. Привидна величина (магнитуда) објекта IC 3627 износи 16,0 а фотографска магнитуда 16,8. IC 3627 је још познат и под ознакама NPM1G +27.0373, IRAS 12370+2746, PGC 139990.